# 1937 en bande dessinée
| Années de la bande dessinée : 1934 - 1935 - 1936 - 1937 - 1938 - 1939 - 1940    |
| Décennies de la bande dessinée : 1900 - 1910 - 1920 - 1930 - 1940 - 1950 - 1960 |

Cet article présente les faits marquants de l'année 1937 en bande dessinée.

## Évènements
- 17 octobre : première apparition de Riri, Fifi et Loulou dans un gag quotidien de Donald dans les journaux. L'histoire évoque aussi le personnage de Della Duck, mère des triplés.
- Publication aux États-Unis du premier numéro de Detective Comics, comportant des histoires avec les personnages Ching Lung (un méchant oriental dans le style Fu Manchu), Slam Bradley (créé par Jerry Siegel et Joe Shuster), et Speed Saunders.

## Nouveaux albums
Voir aussi : Albums de bande dessinée sortis en 1937

### Franco-Belge
| Sortie | Titre       | Scénariste | Dessinateur | Coloriste | Éditeur |
| ------ | ----------- | ---------- | ----------- | --------- | ------- |
| ?      | à compléter |            |             |           |         |
| ?      | …           |            |             |           |         |

### Comics
| Sortie | Titre       | Scénariste | Dessinateur | Coloriste | Éditeur |
| ------ | ----------- | ---------- | ----------- | --------- | ------- |
| ?      | à compléter |            |             |           |         |
| ?      | …           |            |             |           |         |

### Mangas
| Sortie | Titre       | Scénariste | Dessinateur | Coloriste | Éditeur |
| ------ | ----------- | ---------- | ----------- | --------- | ------- |
| ?      | à compléter |            |             |           |         |
| ?      | …           |            |             |           |         |

## Naissances
- 16 janvier : Yves Gilbert
- 1er mars : Gos
- 15 avril : Tom Sutton, auteur de comics
- 24 avril : Francis
- 26 avril : Charlie Kiéfer
- 27 juin : André Chéret
- 29 août : Dieter Kalenbach
- 3 septembre : Sergio Aragones, auteur de comics
- 8 septembre : Archie Goodwin (scénariste de comics)
- 1er octobre : Bill Spicer, auteur de comics
- Naissances de Robert C. Harvey (critique américain), Willy Murphy (auteur de comics underground)

## Décès
- 14 octobre : John W. Glenister, éditeur de comic books
- 28 septembre : Frederick Opper
- 5 décembre : Gustave Verbeck